# آرثر ميلن
آرثر ميلن (بالإنجليزية: Arthur Milne)‏ (1915 في المملكة المتحدة - 1 مايو 1997 بإدنبرة في المملكة المتحدة) هو لاعب كرة قدم بريطاني (وحمل سابقاً جنسية المملكة المتحدة لبريطانيا العظمى وأيرلندا) في مركز الهجوم. شارك مع منتخب اسكتلندا لكرة القدم. أما مع النوادي، فقد لعب مع دندي يونايتد ونادي سانت ميرين ونادي كوليرين ونادي ليفربول ونادي هيبرنيان ونادي كاودينبيث لكرة القدم.